# 国际海上运输有毒有害物质损害责任和赔偿公约
国际海上运输有毒有害物质损害责任和赔偿公约，簡稱HNS公約（英語：HNS Convention），是1996年国际海事组织制订的公约，目前尚未生效。该公约建立了两级赔偿制度：船东保险和基金，内容不仅涉及污染损害，还涉及了可能造成人身伤害和财产损失的火灾、爆炸之风险。